# Молочниця (картина Вермера)
Молочниця (нід. De Melkmeid) — картина голландського художника Яна Вермера, що створена в період між 1657 та 1660 роками. Свого часу про неї відгукувалися, як про «знамениту молочницю Вермера з Делфта». За основу сюжету було взято одну зі сцен повсякденного життя, де служниця наливає молоко, повністю поглинена своєю роботою. Художнику вдалося надати картині динаміку лише за допомогою цівки молока, в той час, як все інше в кімнаті перебуває в статиці. Спеціалізуючись на передачі світлотіні, Вермер вдало використав свої навички при створенні «Молочниці». 
Дослідники схильні розглядати цю картину як одну із перших робіт нечисельної групи художників, які переслідували мету відійти від традиції зображати прислужниць легковажними та розпусними. «Молочниця» Вермера слугує рідкісним прикладом того, як до служниці ставляться з гідністю та вдячністю до її праці. Упродовж своєї історії картина залишалася у власності голландців та не покидала територію Нідерландів. Останні власники картини під час продажу «Молочниці» зіткнулися з певними труднощами: з боку покупців не вистачало коштів для закінчення угоди, а деякі представники парламенту вважали цю роботу Вермера переоціненою та незаслуговуючої надмірної уваги. Попри фінансові труднощі та публічні дебати у 1908 році «Молочниця» стала частиною фондів Державного музею в Амстердамі, де й сьогодні зберігається під інвентарним номером СК-А-2344.

## Історія
Кінець 1650-х років, коли Вермер почав створювати жанрові картини, виявився для художника найбільш вдалим періодом у його творчості. Економіка Республіки Об'єднаних провінцій не тільки відновилася після припинення військових дій з Іспанією, а й перебувала на підйомі. Ця обставина сприяла розквіту торгівлі та розквіту мистецького руху. Після кількох перших спроб працювати в історичному живописі в середині 1650-х років Вермер кардинально змінив пріоритети й надалі  присвятив всю увагу жанровим інтер'єрам. В ті часи ця формі мистецтва набула значного поширення й можна говорити, що саме голландські художники вивели її на новий рівень. Жанрові картини своє сутністю становлять цілістні фрагменти або «миттєві знімки» повсякденного життя, а за часів Вермера художники таким чином зображали лише незначну частину щоденного побуту мешканців нижніх земель. Разом з тим зображення людей, які займаються інтелектуальною діяльністю або під час розваг набагато більше, ніж тих, хто фізично працює. Твердження про цілковите поширення картин у нижніх землях певною мірою перебільшене, але значна частина населення дійсно могла дозволити собі придбати принаймні одну чи декілька картин. За часів Вермера середня заробітна плата робітничого класу становила приблизно 500—700 гульденів на рік, в той час, як якісну жанрову картину можна було придбати менше ніж за 10 гульденів. Безумовно за більш складніші роботи художники отримували значно вищі суми. Серед документів міста Делфта було знайдено запис про те, що один заможній пекарь придбав одну з картин Вермера за 600 гульденів. У такій атмосфері й була започаткована робота над картиною «Молочниця», яка, ймовірно, була створена на замовлення. 

У 1674 році, за рік до смерті художника, картина стала власністю покровителя Вермера, заможного колекціонера мистецтва — Пітера ван Руйвена. Після смерті останнього картина перейшла у спадок його дружині Марії де Кнейт (нід. Maria de Knuijt). Вже після її смерті в 1681 році «Молочниця» перейшла згідно з заповітом єдиній донці — Магдалені ван Руйвен. Остання вже рік, як перебувала у шлюбі з друкарем та палітурником Якобом Діссіусом (нід. Jacob Dissius). Наступного року, в 1682 році Магдалена раптово помирає й весь спадок її родини, включаючи колекцію картин Вермера, стали власністю її чоловіка. Останній володів картинами, включаючи «Молочницю», до травня 1696 року поки не продав майно на аукціоні. Картину придбав відомий в Амстердамі торговець та колекціонер мистецтва Ісаак Рулеу (нід. Isaac Rooleeuw), який володів нею до 1719 року. Новим власником став колекціонер живопису Якоб ван Гук (нід. Jacob van Hoek). У 1759 році він продав «Молочницю» торговцю та банкіру Лендерт Пітеру де Нойвілю (нід. Leendert Pieter de Neufville). Останній продав картину на аукціоні в червні 1765 року невстановленому покупцеві. Наступні відомості про картину з'являються в 1813 році, коли новою власницею стала колекціонерка мистецтва Лукреція Йоганна ван Вінтер (нід. Lucretia Johanna van Winter). 1854 року, після її смерті, «Молочниця» перейшла у власність її чоловікові колекціонеру мистецтва та ботаніку Гендріку Сіксу ван Гіллегому (нід. Hendrik Six van Hillegom). Через декілька років він помер і картина стала частиною колекції їхнього сина — Пітера Гендріка Сікса ван Вромаде (нід. Pieter Hendrik Six van Vromade). Нащадки останнього продали «Молочницю» в 1908 році співробітникам Рейксмузею (Державний музей Амстердама).
Навколо цієї події розгорталася справжня дискусія. Нащадки роду Сікс ван Вромаде намагалися продати 39 картин зі своєї колекції Асоціації Рембрандта. Однак члени останньої змогли зібрати лише 200 тисяч гульденів і сподівалися, що уряд країни профінансує угоду та надасть додатково 550 тисяч. У цей час молодий історик мистецтва Фріц Лугт випустив статтю «Is de aankoop door het Rijk van een deel der Six-collectie aan te bevelen?», в якій піддав критиці потенційну угоду та наголошував, що картини не коштують тих грошей яких вимагають за них власники. За його переконанням увагу заслуговувала лише картина «Молочниця», яка хоча й мала певну мистецьку цінність, але не могла прирівнюватися до робіт Рембрандта чи Поттера. Лугт зазначав, що лише декілька картин із пропонованої колекції могли б заслуговувати на місце в Державному музеї, а решта взагалі не мали цінності. На захист угоди виступив тогочасний директор музею Мауріцгейс Абрагам Бредіус, який консультував Генеральні штати Нідерландів з цього питання. Він різко розкритикував статті Лугта й звинуватив останнього в лобіюванні інтересів Джона Пірпонта Моргана, який намагався придбати картини Вермера. Після того, як взаємні звинувачення сторін вилилися на шпальти преси у суперечку втрутилися Генеральні штати Нідерландів. Лідером тогочасної опозиції був соціаліст із комуністичними поглядами Пітер Джелес Троельстра, який схилявся до фінансування витворів лише сучасного мистецтва. Його опонентом був Віктор де Стюерс, відомий поборник збереження творів національного мистецтва та заборони їх продажу за кордон. Своїми аргументами він здобув більшість голосів у Генеральних штатах і кошти для здійснення угоди були виділенні урядом. 13 січня 1908 року тридцять дев'ять картин з колекції нащадків роду Сікс ван Вромаде, включаючи «Молочницю», були вивішені в одному зі східних кабінетів Державного музею в Амстердамі. 

## Опис

### Сюжет
Джонатан Ізраель (англ. Jonathan Israel), спеціаліст із голландської історії, професор університетського коледжу Лондона наголошує, що становище жінки в нідерландському суспільстві часів Золотої доби викликав подив у іноземців. Жінки всіх верств суспільства менше підпорядковувалися своїм чоловікам, ніж деінде. Поділяє думку Ізраеля й британо-американський історик і творець документальних фільмів, член-кореспондент Британської академії — Саймон Шама. За його переконанням жінки мали настільки високе становище в суспільстві, що Нідерланди можна розглядати, як місце найдавніших і найбагатших традицій фемінізму в Європі. Разом з тим, детальні описи побуту та способу життя нідерландських жінок у формі книг, листів чи щоденників, надзвичайно рідкісні. Єдина відома автобіографія була написана Анною Марією ван Схурман — високоосвіченою жінкою, яка досягла успіхів у образотворчому мистецтві, музиці та літературі, а також добре володіла 14 мовами.
Очікування від жінки в тогочасному нідерландському суспільстві добре відомі дослідникам завдяки збереженим книгам, посібникам із виховання дітей та різноманітним моральним настановам. Перш за все від жінки прагнули бачити реалізацію себе через шлюб, виховання дітей та ведення домашнього господарства. За таких умов саме дім мав стати особливим місцем для жінки, а разом з тим уберегти її від навколишніх гріховних спокус. Ведення жінкою домашнього господарства вважалося не лише головним регулятором взаємостосунків між чоловіком і дружиною, але й запорукою стабільності та процвітання голландської нації в цілому. Проте, попри численні заборони та настанови, у повсякденному житті жінки заледве слідували їм, про що говорять численні свідчення іноземних очевидців. Попри те, що картина «Молочниця» ретельно досліджувалася, історики мистецтва загалом не акцентували увагу на обставинах сжету. Американський дослідник та історик мистецтва Гаррі Ренд вважає, що зображена жінка не власниця будинку, а є звичайною служницею яку не слід плутати з іншою прислугою. Зображена жінка відносилася до так званих kamenier — осіб які обслуговували особисті потреби жінок із вищого прошарку суспільства. Певного роду невибаглива служниця на картині Вермера повільно наливає молоко у звичайну керамічну посудину, яка має назву — голландська піч. Цей різновид використовували для тривалого, повільного приготування їжі. Гаррі Ренд припускає, що жінка готує пудинг, оскільки добре видно поламані шматки хліба, які лежать перед нею в натюрморті. Ймовірно вона вже приготувала заварний крем й вимацала в ньому хліб змішаний з яйцем. Отриману суміш належить залити молоком, бо якщо хліб не кипить у рідині під час випікання, верхні скоринки втратять апетитність через черствіння. За таких обставин грілка для ніг із тліючим вугіллям на підлозі підкріплює гіпотезу Ренда. Кухня жінки не опалюється належним чином і це підтверджується плануванням тогочасних будинків. У заможних людей було поширеним існування двох кухонь: одна «гаряча» для щоденного приготування м'яса, хліба тощо, а інша «холодна» призначалася для випікання кондитерських виробів. Таким чином, Вермер в сюжеті зміг описати не лише звичайну побутову сцену, але тогочасний устрій суспільства. Жінка дбайливо використовує звичайні харчові інгредієнти та навіть черствий хліб, перетворюючи їх на новий, більш приємніший кулінарний продукт. Її розмірена поведінка, скромний одяг і розсудливість у приготуванні їжі покликані передати одну із суспільних цінностей Нідерландів XVII століття — побутову ощадливість. 

### Виконання
Холодний блакитний відтінок у творчості Яна Вермера займає особливе місце. Для його отримання художник використовував мінерал лазурит. Однак, через занадто високу ціну фарби на його основі, він був змушений використовувати її лише на останньому верхньому шарові, а для нижнього застосовувати азурит чи смальту, інколи індиго. Для отримання жовтого кольору, окрім традиційної вохри, художник використовував фарбу на основі олова, а також у незначній кількості «неаполітанську жовту» — антимонат свинцю (Pb₃(SbO₄)₂). Червоний колір Вермер отримував використовуючи коновар, сурик, червеців, фернамбукове дерево та червоної охристої глини. Вермер володів дуже обмеженою кількістю пігментів порівняно з тими, які доступні сучасним художникам. За всю свою кар'єру він використовував понад 20 різних пігментів, серед яких близько 10 є постійними для кожної картини. Хоча дослідники й знаходять багато спільного між картинами «Солдат та дівчина, що сміється» та «Молочницею», остання вирізняється яскравішою колірною палітрою в творчості Вермера взагалі. Це, не в першу чергу, було досягнуто завдяки комбінації свинцево-олов'яного жовтого з природним ультрамарином
Притаманна його картинам яскравість робить їх впізнаваними серед інших. Ряд технічних експертиз продемонстрували, що художник, як правило, наносив сірий або охристий ґрунтовий шар на полотно. Вермеру добре було відоме розумінням оптичних ефектів кольору. Створення напівпрозорого ефекту він досягав шляхом нанесення тонкої глазурі над цими шарами ґрунту. Окрім того, його роботи наповнені використанням маленьких крапок немодульованого кольору (модуляція — перехід від одного кольору до іншого за допомогою відтінків). Цей художній засіб Вермер застосував для надання більшої реалістичності шматкам хліба на столі, а також предметам на передньому плані. 
У 1950 році картина була піддана більш ретельному дослідженню. Було встановлено, що ґрунт на полотні є блідо-коричневою масою, з рештками крейди, білил та умбри. Над головою жінки вздовж верхнього краю картини присутні сліди від підмальовки. Інфрачервона рефлексографія виявила незакінчене моделювання тіней синього фартуха. У шарі фарби над правою рукою жінки присутній ледь помітний отвір, який міг слугувати для Вермера своєрідною позначкою точки композиції. Одяг служниці характеризується багатьма деталями та кольоровою гаммою. Яскраво-блакитний колір краю спідниці було досягнуто завдяки нижньому білому шарові. Інфрачервоне рентгенографічне дослідження додатково виявило, що на початковому етапі створення картини позаду служниці на підлозі був великий кошик із білизною та, ймовірно, карта на стіні. З нез'ясованих обставин пізніше Вермер зафарбував його. Даний випадок не був поодиночним у творчості художника, який досить часто спрощував свої композиції, замальовуючи великі об'єкти. У «Дівчині, що читає листа біля відкритого вікна» Купідон у темній рамі початково був підвішений прямо за дівчиною, а в «Дівчині, що спить» собака стояла на порозі дверей, а кавалер у кімнаті. Дослідники вважають, що зафарбувавши кошик Вермер намагався покращити естетичний баланс композиції. В іншому випадку мігло б трапитися порушений логічного задуму сюжету, оскільки покоївка, що зібрала всю брудну білизну в домі й принесла її на кухню, викликала б сумніви щодо професіоналізму.

Деталі картини
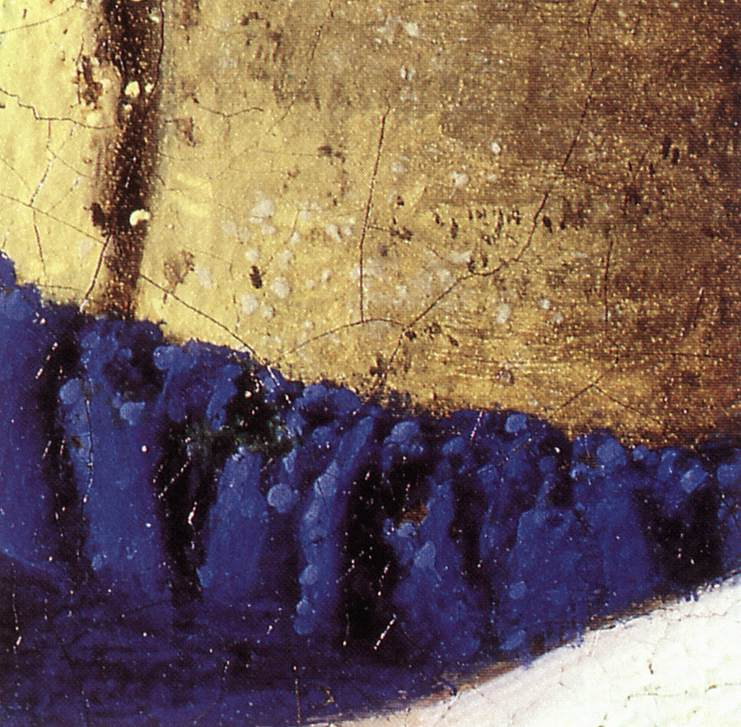
Деталізація комбінації свинцево-олов'яного жовтого з природним ультрамарином
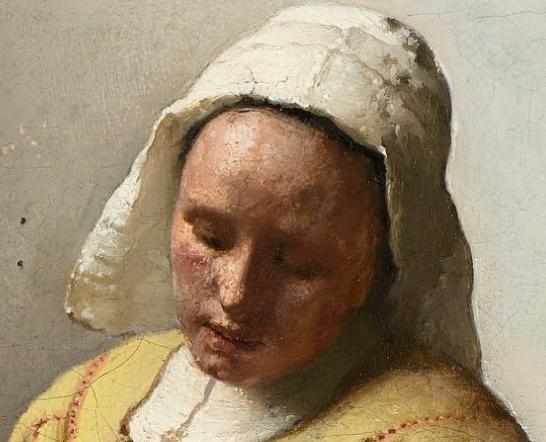
Деталізація обличчя жінки та головного убору
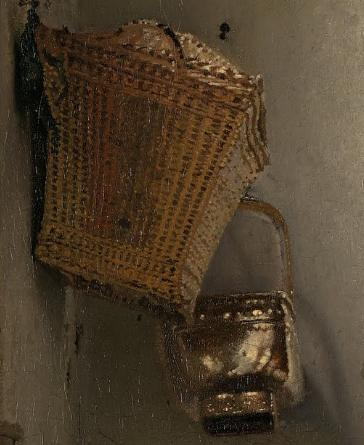
Деталізація полірованого мідного горщика, як символу стриманості

### Голландська іконографія служниць
На більшості картин Вермера зображено елегантно одягнених людей, але «Молочниця» — це картина про служницю, яка виконує просту домашню роботу. Ця робота належала до вже забутого за часів Вермера стилю, синтезу побутового жанра та інтер'єра. Популярним він був сторіччя до його народження, а видатними представниками вважають антверпенських художників Пітера Артсена та його племінника Йоахима Бейкелара. У XVII столітті цей стиль втратив актуальність і мав обмежений попит лише у Делфті. В цьому місті окрім Вермера подібні картини створювали такі художники, як Корнеліс Якобсзон Делфт та Пітер Корнелісзон ван Рейк. Однак, роботи саме Вермера суттєво відрізнялися від картин його попередників чи сучасників. Він зосереджував увагу на одній фігурі, роблячи її ключової для сюжету. Таким чином концепція картини «Молочниця» полягала в зображенні молодої, дівчини з гарною зовнішністю та в традиційному вбранні (білий лляний ковпак, жовта туніка та синій фартух). Очевидним для дослідників є відсилання до караваджизму, яке розкривається у передачі чесноти стриманості через традиційне символічне зображення жіночої фігури, яка переливає рідину з однієї посудини в іншу. Вермер міг наслідувати їх з картин послідовників Караваджо в «утрехтській школі живопису», а саме Дірка ван Бабюрена, Герріта ван Гонтгорста чи Гендріка Тербрюггена. Вони часто включали у свої картини такі елементи інтер'єру чи речі, які мали б нагадувати про стриманість. Ще одним відсиланням до цього слугує зображення полірованого мідного горщика, що висить на стіні позаду молочниці. Подібні блискучі металеві посудини в ранньому нідерландському живописі використовувалися як нагадування про свято Благовіщення, бо начищена посудина була традиційним символом духовної чистоти людини. Окремої уваги заслуговує свідомий відхід Вермера від традиційного іконографічного значення молочниць і служниць, яких приблизно ще з 1400 року зображали, як легковажних та розпусливих. Такі художники, як Франс Снейдерс, Йоахім Втевал чи Герард Доу, малювали гарних служниць поруч із різними еротичними символами, такими як цибуля (відсилання до афродизійних властивостей), глечики з широким горлом (відсилання до жіночої анатомії), або брали участь у різноманітних «еротичних діях» (насадження курча на вертел тощо). Прикладом цьому є композиція Доу «Дівчина, що шинкує цибулю». Таким чином в образотворчому мистецтві протягом багатьох століть формувався образ домашньої служниці, як певої загрози шлюбу та домашнього спокою. Включаючи Вермера лише деякі художник, як то Пітер де Гох чи Міхель Свертс, свідомо відійшли від традиційного негативного ставлення до роботи домашніх служниць, а картина «Молочниця» є рідкісним прикладом ставлення з вдячністю до праці служниці. 

Тематика домашньої служниці в творчості нідерландських художників
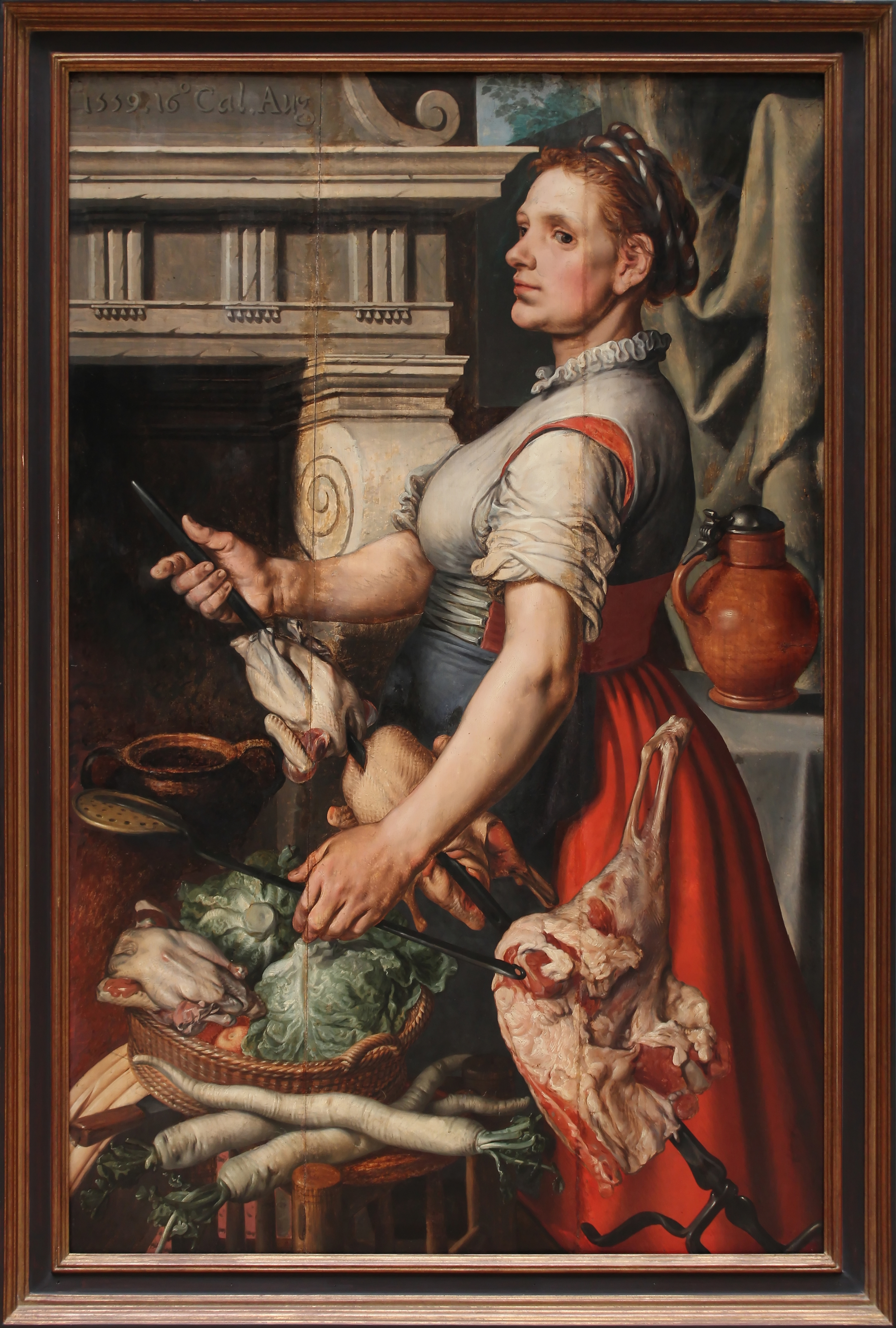
Пітер Артсен — «Кухарка» (1559)
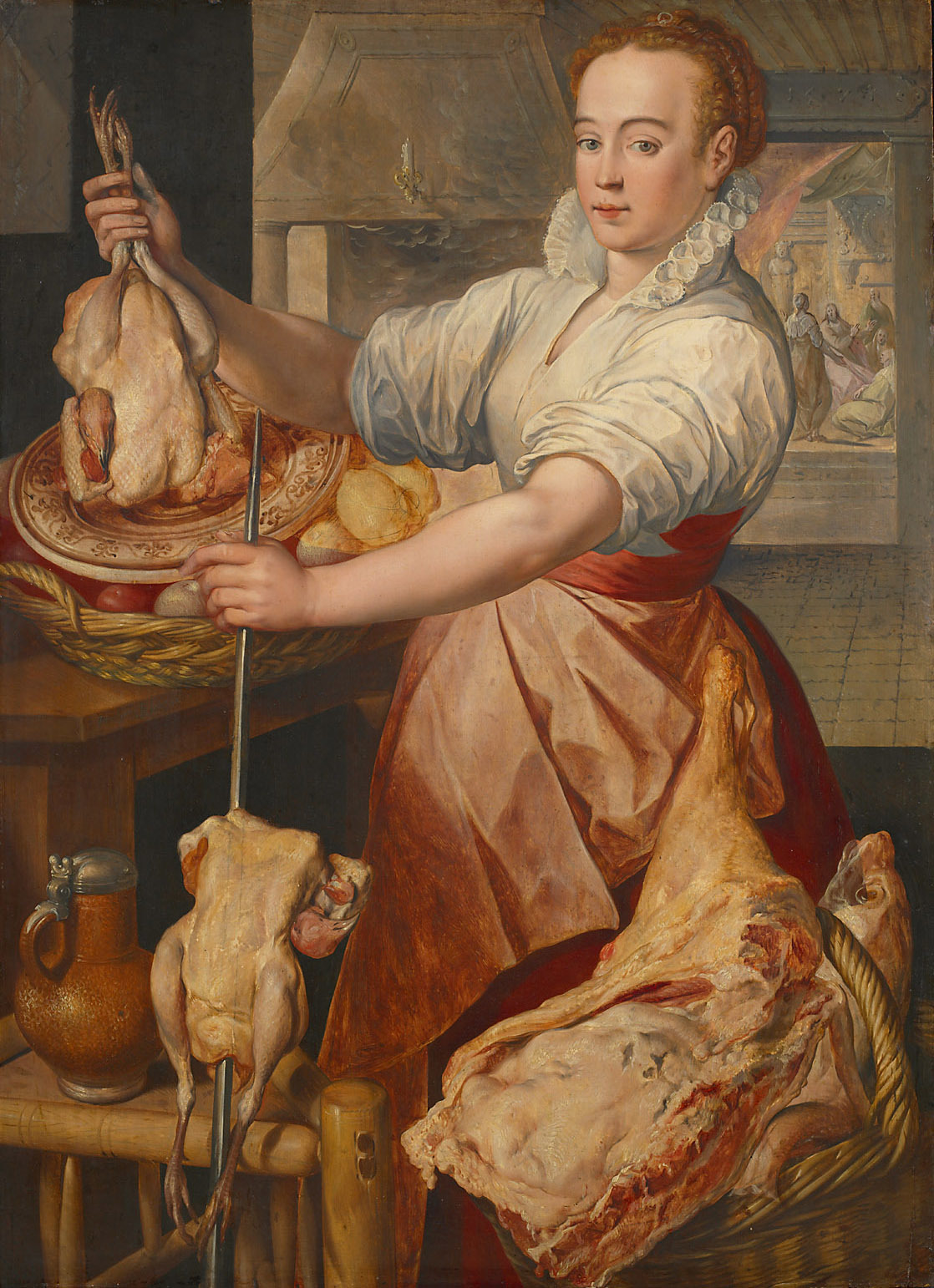
Йоахим Бейкелар — «Кухонна прислуга. На задньому плані Христос у домі Марти та Марії» (1574)
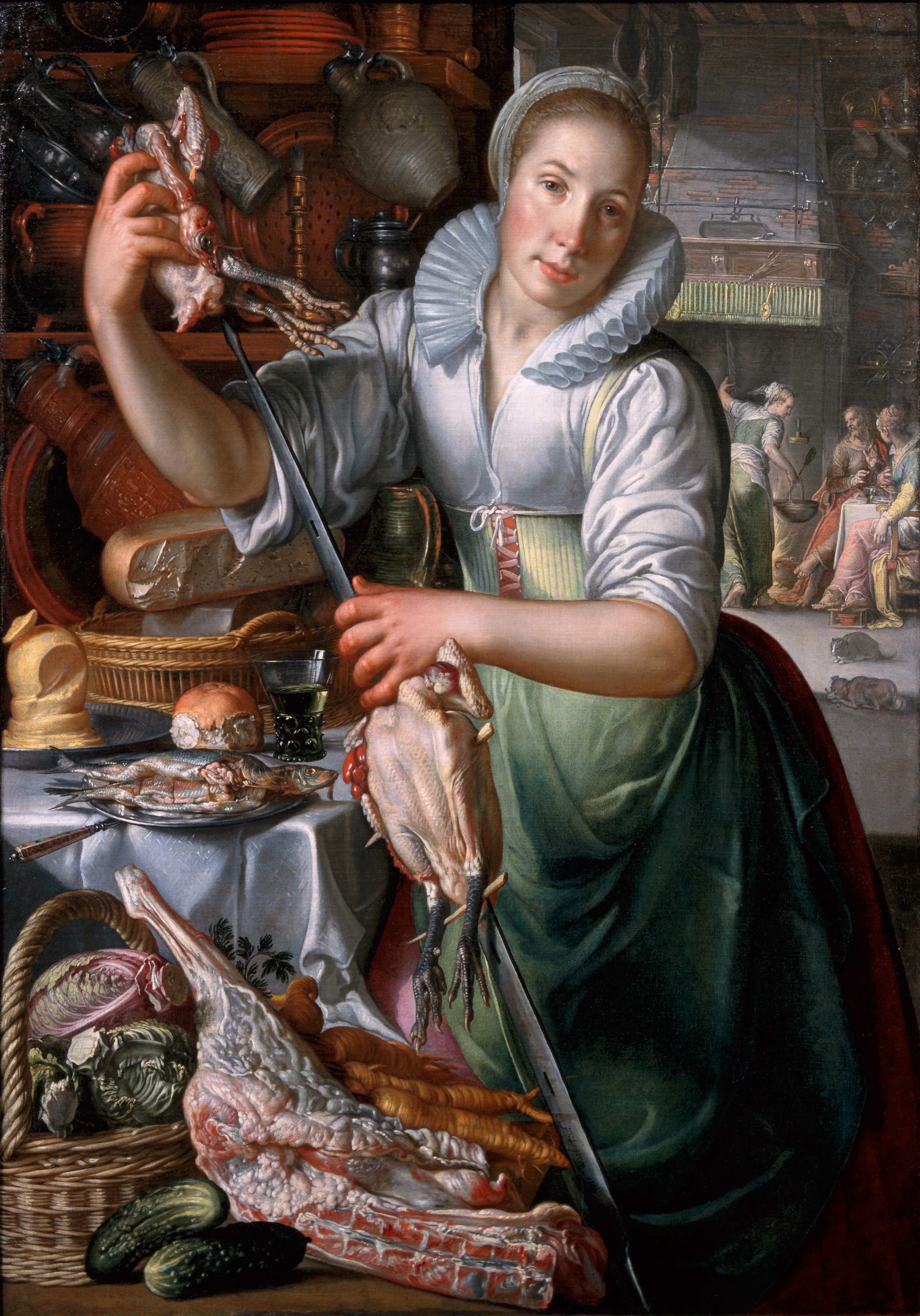
Йоахім Втевал — «Кухня; на задньому плані Ісус у домі Марії та Марти» (бл. 1620-1625)
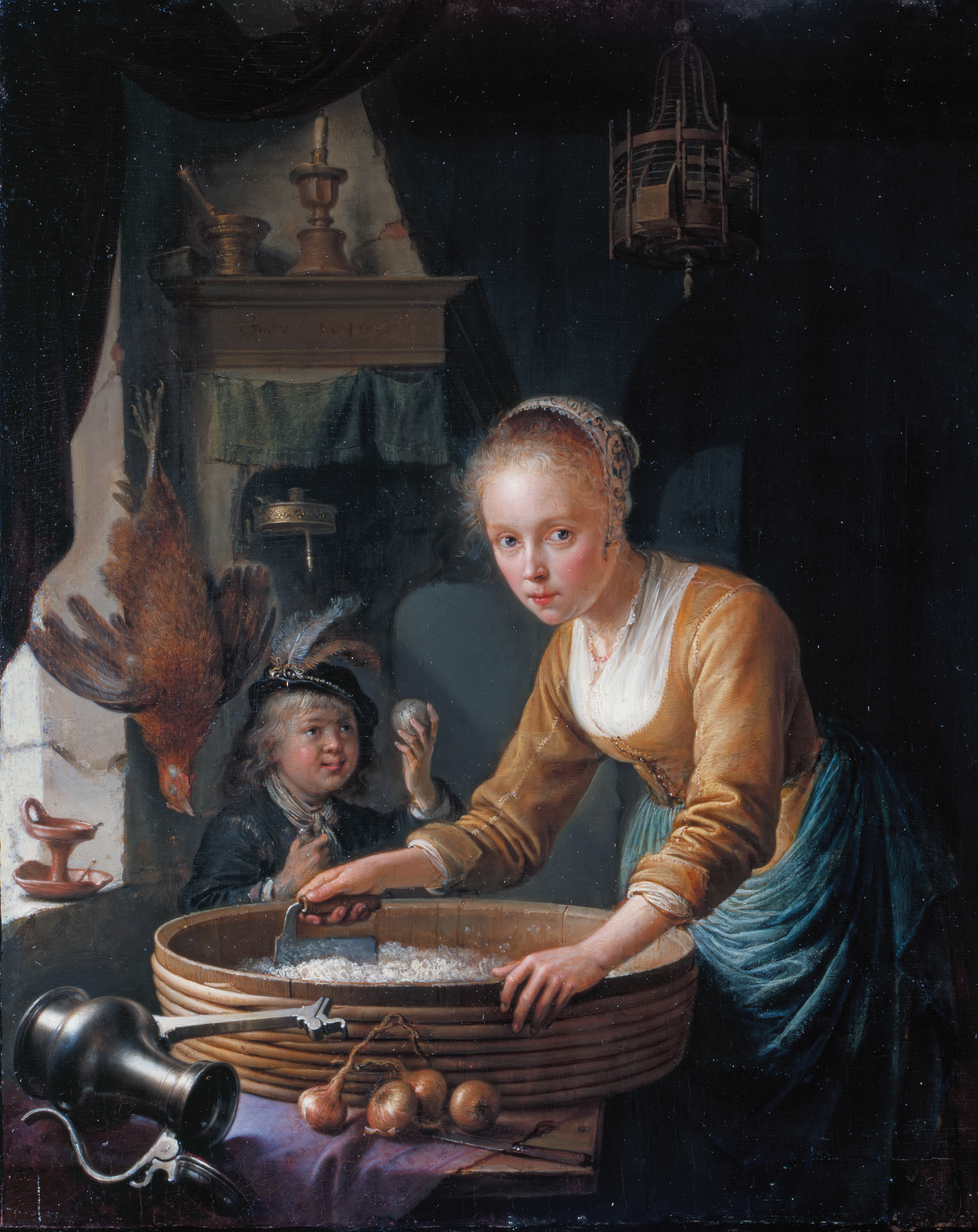
Герард Доу — «Дівчина, що шинкує цибулю» (1646)
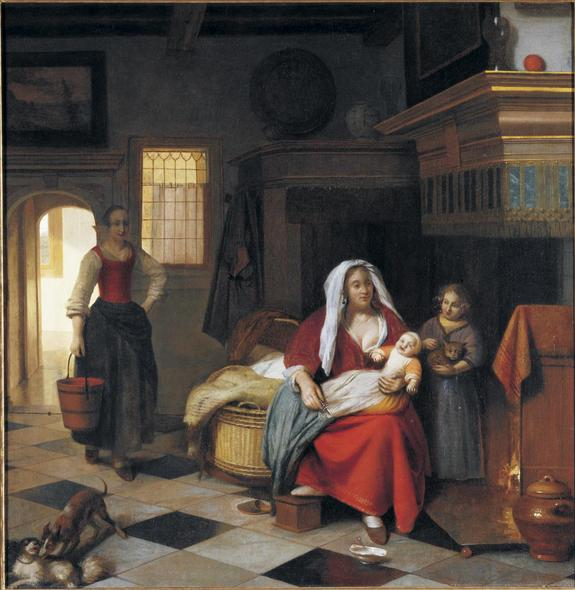
Пітер де Гох — «Побутова сцена з жінкою з дітьми біля вогнища» (бл. 1669–1671)

## Відгуки
Польська поетеса, літературна критикиня та перекладачка, лауреатка Нобелівської премії з літератури Віслава Шимборська відгукувалася про картину «Молочниця» так: «Поки та жінка з Рейксмузею, у намальованій мовчазності й зосередженості день за днем переливає молоко з глечика в миску, Світ не заслужив свого кінця».
Історик мистецтва, директор Державного музею Амстердама Тако Діббітс вважає цю картину «одним із найкращих творів Вермера у Державному музеї». Традиційно цю картину рідко надають для виставки іншим музеям, але весною 2022 року був зроблений виняток. Музей Ермітаж на Амстелі призупинив співпрацю з пітерським Ермітажем через російське вторгнення до України та відмінив заплановані виставки експонатів з російської колекції. Для підтримки своїх колег з Ермітажу на Амстелі (який не має своєї колекції, а виставляє лише позичені експонати, і не має державної фінансової підтримки) Державний музей Амстердама надав для експозиції «Молочницю».
Англійський живописець, графік, майстер естампів, театральний художник і фотограф Девід Гокні вважає, що фігура молочниці є найсильнішою із тих, які зобразив Вермер, а ефект присутності найбільш виразний з поміж інших.

Американський історик мистецтв, куратор відділу голландського та фламандського живопису музею мистецтва Метрополітен Вальтер Лідтке відгукувався про «Молочницю», як про «картину вражаючої ілюзіоністичності, майже фотографічну. Фігура та стіл мають архітектурну висоту. Світло, хоч і яскраве, не змиває грубої текстури хлібних кірок і не вирівнює об'ємів товстої талії та округлих плечей покоївки». Разом з тим самого художника Лідтке піддав критиці, звинувативши Вермера в проявах сексизму. На його думку, мінімум за два століття до народження художника доярки та покоївки мали репутацію жінок, схильних до любовних утіх. Як і багато інших, Вермер перейняв цю тему й використовував у своїх картинах, де яскравим прикладом може слугувати — «Молочниця». Він зазначав, що:
|   | Імовірно, Вермер та глядачі його картин могли знати й насолоджуватися тим, що, окрім приготування хліба, молочниця займається й дещо іншим. Підкреслені художником огрядні форми молочниці засвідчують її доступність. Разом з тим, на інших картинах заможні жінки або дівчата зображені більш витонченими. |
| — | |